# 张履
张履（1792年—1851年），原名生洲，字渊甫，江苏省震泽县人。

## 生平
乾隆五十七年出生。師從张海珊。嘉庆二十一年（1816年）举人。久試不中，留京多年，後以教习注知县，投牒改教谕，选句容。與沈垚友好。精三《礼》，张清鹏有诗云“京国游上才，奇士得龚魏，渊甫参其间，益见所养粹”。咸丰元年卒，年六十岁。有《积石文稿》十八卷，《积石诗存》四卷等。